# Línea 115 (EMT Madrid)

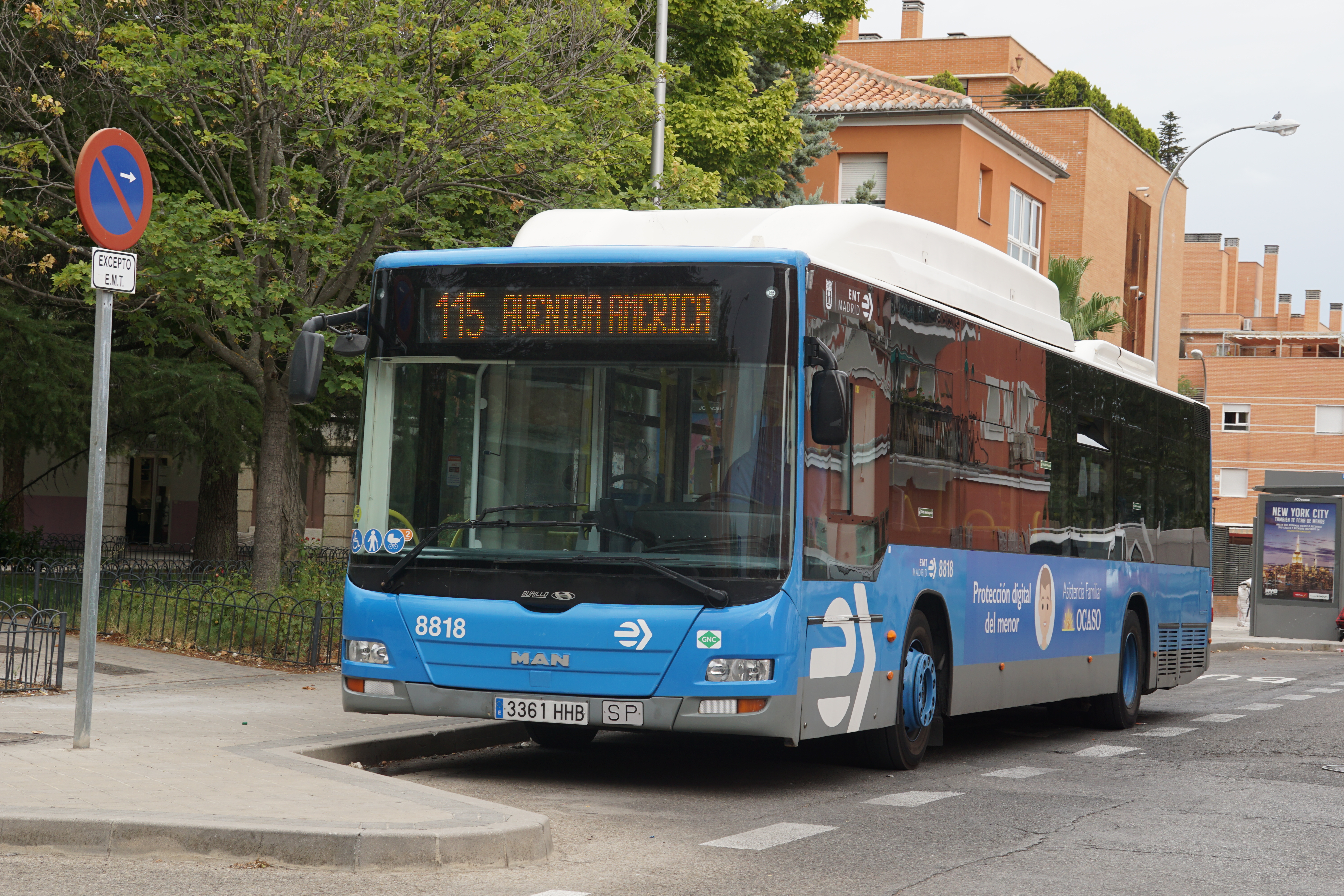
Final en Nuestra Señora de Loreto

La línea 115 de la EMT de Madrid une el intercambiador de Avenida de América con Barajas.

## Características
Esta línea acerca a los vecinos de los barrios de Alameda de Osuna y Casco Histórico de Barajas a los intercambiadores multimodales de Canillejas y Avenida de América circulando entre ambos por la A-2 y su vía de servicio.
La línea 115 se creó el 17 de abril de 1980, al terminarse la concesión de servicio de la línea periférica P-5 de la empresa Trapsa y pasar a la EMT. La nueva línea 115 comenzó circulando entre Diego de León y Nuestra Señora de Loreto, y Diego de León y Barajas y venía a sustituir uno de los ramales de la P-5 que partía desde Diego de León. El itinerario circulaba por Francisco Silvela, Av. América, Aeropuerto, Rioja, Ibarra, Pº Alameda de Osuna, M. Aguirre Muñoz, Av. Logroño  y allí se bifurcaba por calle Las Alas a la Pza. Nuestra Señora de Loreto y por la Av. General a la Plaza Mayor de Barajas.
Al abrirse al público la terminal subterránea de autobuses de la estación de Avenida de América, dejó su terminal de Diego de León para trasladarlo a la nueva estación.

### Frecuencias
| Lunes a viernes laborables |               |
| De 6:00 a 7:00             | 7-10 minutos  |
| De 7:00 a 10:00            | 4-7 minutos   |
| De 10:00 a 20:00           | 5-10 minutos  |
| De 20:00 a 23:00           | 5-14 minutos  |
| Sábados laborables         |               |
| De 7:00 a 23:00            | 18-24 minutos |
| Domingos y festivos        |               |
| De 7:00 a 20:00            | 18-23 minutos |
| De 20:00 a 23:00           | 18-31 minutos |

## Recorrido y paradas

### Sentido Barajas
La línea inicia su recorrido en la dársena 14 de la terminal subterránea de autobuses de la estación de Avenida de América. Aquí tienen también su cabecera las líneas 114, 122, 200 y existe correspondencia con cuatro líneas de Metro de Madrid y tienen su cabecera varias líneas interurbanas que circulan por el corredor 2.
Desde este lugar, sale por la Avenida de América, que recorre hasta la salida 5 de la autovía, donde se incorpora a la calle Josefa Valcárcel, por la que circula en paralelo a la A-2. Abandona esta calle al llegar a la intersección con la calle Gutiérrez Canales, cruzando por el puente situado al final de la calle Gutiérrez Canales sobre la A-2.
A continuación, la línea circula por la calle Guadalajara hasta la primera intersección, donde gira a la derecha para circular por la calle Vizconde Uzqueta, que recorre hasta llegar a la Glorieta de Medusa, donde gira a la derecha para circular por la calle Luis de la Mata, al final de la cual gira a la izquierda circulando por la vía de servicio de la A-2.
Circula por la vía de servicio de la A-2 pasando el nudo de Canillejas, y continua de frente por la continuación natural de esta vía, la Avenida de la Hispanidad, hasta llegar a la Plaza del Mar. En esta plaza sale por la Avenida de Cantabria, dentro de la Alameda de Osuna, que recorre hasta la Plaza del Navío, donde toma la calle de la Carabela, girando en la siguiente intersección a la izquierda por la calle Corbeta, que recorre hasta el final siguiendo de frente por la calle Manuel Aguilar Muñoz. Abandona esta calle en la siguiente intersección girando a la derecha para circular por el Paseo de la Alameda de Osuna. Al final de este paseo, gira a la derecha por la calle de los Brezos, que recorre entera para desembocar en la Avenida de Logroño, a la que se incorpora circulando en dirección al casco histórico de Barajas.
Llegando al casco histórico de Barajas, la línea gira a la derecha por la Avenida General hasta llegar a la Plaza Mayor de Barajas. En esta plaza da la vuelta y sale de nuevo por la Avenida General regresando hasta la intersección con la calle Gonzalo de Céspedes, que toma girando a la derecha y sale por ella a la Avenida de Logroño, por la que circula otra vez en dirección norte hasta la intersección con la calle del Timón, donde gira a la izquierda para circular por la misma.
Circula por la calle del Timón hasta la intersección con la calle Gran Poder, por la que se desvía girando a la izquierda. Por esta calle llega a la Plaza de Nuestra Señora de Loreto, donde tiene su cabecera.
| Código | Parada                                           | Común con                                                | Conexiones con Metro | Otros |
| ------ | ------------------------------------------------ | -------------------------------------------------------- | -------------------- | ----- |
| 4247   | AVENIDA DE AMÉRICA (intercambiador - dársena 14) |                                                          | Avenida de América   |       |
| 1284   | Puente de CEA                                    | 200 222 223 224 224A 226 227 229 281 282 283 284 VAC-243 |                      |       |
| 3563   | Josefa Valcárcel-INE                             | 114                                                      |                      |       |
| 5317   | Josefa Valcárcel-Gutiérrez Canales               | 114                                                      |                      |       |
| 1289   | Glorieta de la Medusa                            | 105 114                                                  |                      |       |
| 1292   | Canillejas                                       | 114                                                      | Canillejas           |       |
| 1294   | Avenida de América-Instituto Barajas             | 114                                                      |                      |       |
| 1296   | Avenida de América-Ciudad Pegaso                 | 114                                                      |                      |       |
| 1298   | Nudo Eisenhower                                  |                                                          |                      |       |
| 5331   | Avenida de Cantabria                             | 112 114                                                  |                      |       |
| 1302   | Plaza del Navío                                  | 112 114 166                                              |                      |       |
| 3028   | Avenida de Cantabria-Centro de Salud             | 112 151                                                  |                      |       |
| 5422   | Corbeta-La Rioja                                 | 112 151 166                                              | Alameda de Osuna     |       |
| 1308   | Paseo de la Alameda de Osuna 80                  | 105 112 151                                              |                      |       |
| 1309   | Brezos                                           | 105 112 151 166                                          |                      |       |
| 1311   | Avenida de Logroño-Brezos                        | 105 112                                                  |                      |       |
| 4922   | Avenida de Logroño-Polideportivo                 | 105 112 211 212 213 256 827                              |                      |       |
| 1313   | Avenida de Logroño-San Severo                    | 105 112 211 212 213 256 827                              |                      |       |
| 1315   | Avenida de Logroño-Ariadna                       | 105 166 211 212 213 256 827                              |                      |       |
| 1317   | Avenida General                                  | 105 166                                                  |                      |       |
| 5649   | Plaza Mayor de Barajas                           | 105                                                      |                      |       |
| 1321   | Avenida de Logroño-Algemesí                      | 105 166 211 212 213 256 827                              |                      |       |
| 1323   | BARAJAS (Pza. Nuestra Señora de Loreto)          |                                                          |                      |       |

### Sentido Avenida de América
La línea empieza su recorrido en la Plaza de Nuestra Señora de Loreto, saliendo de la misma por la calle Gran Poder. Recorre esta calle hasta la intersección con la calle de las Alas, girando a la izquierda para incorporarse a la misma, y en la siguiente intersección a la derecha para circular por la calle Algemesí, al final de la cual gira a la derecha y se incorpora a la Avenida de Logroño.
A partir de aquí el recorrido de vuelta es igual al de ida pero en sentido contrario con algunas excepciones:
- Dentro del casco histórico de Barajas, parte del recorrido es idéntico a la ida por la Avenida General y la Plaza Mayor de Barajas.
- Dentro del barrio Alameda de Osuna, la línea circula por la calle Manuel Aguilar Muñoz en vez de circular por la calle de los Brezos y el Paseo de la Alameda de Osuna, y no circula por la calle Carabela, se incorpora directamente a la Avenida de Cantabria.
- Dentro del barrio de Palomas, la línea circula por las calles Isis, Vizconde Uzqueta, Luis de la Mata, Eduardo Mazón, Guadalajara, Vizconde Uzqueta e Isis en vez de Vizconde Uzqueta y Luis de la Mata.
- En lugar de circular por la calle Josefa Valcárcel, circula por la Avenida de América (vía de servicio de la A-2).

| Código | Parada                                           | Común con                   | Conexiones con Metro | Otros |
| ------ | ------------------------------------------------ | --------------------------- | -------------------- | ----- |
| 1323   | BARAJAS (Pza. Nuestra Señora de Loreto)          |                             |                      |       |
| 1322   | Avenida de Logroño-Algemesí                      | 105 166 211 212 213 256 827 |                      |       |
| 1319   | Barajas                                          | 101 105                     |                      |       |
| 4659   | Avenida General                                  | 105 166                     |                      |       |
| 1316   | Avenida de Logroño-Ariadna                       | 105 166 211 212 213 256 827 |                      |       |
| 1314   | Avenida de Logroño-San Severo                    | 105 112 211 212 213 256 827 |                      |       |
| 4921   | Avenida de Logroño-Polideportivo                 | 105 112 211 212 213 256 827 |                      |       |
| 1312   | Avenida de Logroño-Brezos                        | 105 112                     |                      |       |
| 4924   | Avenida de Logroño-Bahía de Cádiz                | 105 112 151 166             |                      |       |
| 1310   | Manuel Aguilar-Avenida de Logroño                | 105 112 151                 |                      |       |
| 5428   | Corbeta-La Rioja                                 | 112 151 166                 | Alameda de Osuna     |       |
| 2974   | Avenida de Cantabria-Centro de Salud             | 112 114 151                 |                      |       |
| 1303   | Plaza del Navío                                  | 112 114 151                 |                      |       |
| 1301   | Plaza del Mar                                    | 101 112 151                 |                      |       |
| 1299   | Nudo Eisenhower                                  | 101 151                     |                      |       |
| 1297   | Avenida de América-Ciudad Pegaso                 | 101 114 151                 |                      |       |
| 1295   | Avenida de América-Instituto Barajas             | 101 114 151                 |                      |       |
| 1293   | Canillejas                                       | 101 105 114 151 200         | Canillejas           |       |
| 1185   | Glorieta de la Medusa                            | 105 153                     |                      |       |
| 1291   | Guadalajara                                      | 105 153                     |                      |       |
| 3120   | Isis                                             |                             |                      |       |
| 1287   | Avenida de América-Conde Orgaz                   |                             |                      |       |
| 1285   | Puente de CEA                                    | 200                         |                      |       |
| 1283   | Avenida de América-Parque Avenidas               | 114                         |                      |       |
| 4770   | Avenida de América-Corazón de María              | 114 122                     |                      |       |
| 4247   | AVENIDA DE AMÉRICA (intercambiador - dársena 14) |                             | Avenida de América   |       |

## Galería de imágenes

Mapa de la distribución de dársenas del intercambiador de Avenida de América con la distribución de cabeceras de las líneas de autobuses, entre las que aparece la línea 115.